# Paralonchurus brasiliensis
Paralonchurus brasiliensis és una espècie de peix de la família dels esciènids i de l'ordre dels perciformes.

## Morfologia
- Els mascles poden assolir 30 cm de longitud total.[2][3]

## Alimentació
Menja principalment cucs.

## Depredadors
És depredat per Squatina guggenheim i, al Brasil, per Cynoscion guatucupa i Pomatomus saltatrix.

## Hàbitat
És un peix de clima tropical i demersal que viu fins als 50 m de fondària.

## Distribució geogràfica
Es troba a l'oceà Atlàntic occidental: des de Panamà fins al sud del Brasil.

## Ús comercial
Es comercialitza sobretot fresc i salat.

## Observacions
És inofensiu per als humans.